# Thiocarlide
 (janvier 2018).
Si vous disposez d'ouvrages ou d'articles de référence ou si vous connaissez des sites web de qualité traitant du thème abordé ici, merci de compléter l'article en donnant les références utiles à sa vérifiabilité et en les liant à la section « Notes et références ».
Le thiocarlide ou isoxyl (ISO) est un dérivé de la thiourée utilisé dans les années 1960 pour le traitement de la tuberculose. 
Le thiocarlide a une activité antimycobactérienne considérable in vitro, il agit efficacement contre les souches multi-résistantes de Mycobacterium tuberculosis.
Une comparaison avec l'isoniazide (INH) et l'éthionamide (ETH), deux médicaments anti-tuberculeux listés par l'OMS, a montré un mode d'action similaire dans l'inhibition de la synthèse des acides mycoliques. 
Le thiocarlide a néanmoins été abandonné en raison de sa faible biodisponibilité et de son mécanisme inhibiteur de la synthèse des acides gras à chaîne courte.